# Jon Hall (Schauspieler)
Jon Hall (* 23. Februar 1915 in Fresno, Kalifornien; † 13. Dezember 1979 in Los Angeles, Kalifornien; eigentlich Charles Hall Locher) war ein US-amerikanischer Filmschauspieler.

## Leben
Charles Hall Locher wurde als Sohn des gebürtigen Schweizers Felix Locher (1882–1969) in Kalifornien geboren und verbrachte seine Kindheit auf Tahiti. Der Vater Felix wurde mit 73 Jahren ebenfalls Schauspieler, nachdem er seinen Sohn am Filmset besucht hatte und dort von einem Regisseur entdeckt wurde. 
Jon Hall absolvierte, zunächst noch unter dem Namen Charles Locher, sein Filmdebüt in Woman Must Dress, spielte aber zunächst meist nur kleinere Rollen, etwa 1935 in Meuterei auf der Bounty oder Charlie Chan in Shanghai. Bekannt wurde der Schauspieler 1937 durch seine Darstellung des Südseebewohners Terangi in John Fords Filmdrama … dann kam der Orkan an der Seite von Dorothy Lamour. … dann kam der Orkan basierte auf einem Roman des Autoren-Duos Charles Bernard Nordhoff und James Norman Hall, wobei es sich bei James Norman Hall um den Onkel von Jon Hall handelte. Zu Halls Cousins gehörten außerdem der Kameramann Conrad L. Hall und der Schauspieler Ben Chapman.
Den Höhepunkt erreichte Jon Halls Karriere in den 1940er-Jahren mit Hauptrollen in zahlreichen Abenteuerfilmen bei den Universal Studios. Zu seinen erfolgreichsten Filmen dieser Sorte zählen Arabische Nächte (1942) sowie Ali Baba und die vierzig Räuber (1944). In Universals Filmreihe um den Unsichtbaren übernahm Hall als einziger Schauspieler zwei Mal hintereinander die Titelrolle: 1942 in Der unsichtbare Agent unter Regie von Edwin L. Marin, und 1944 in Der Unsichtbare nimmt Rache (Regie: Ford Beebe), in letzterem spielte er die Rolle von Robert Griffin, der durch ein Serum, das ihm von einem Mad Scientist injiziert wurde, allmählich unsichtbar und wahnsinnig wird. Nachdem Halls Popularität als Filmstar ab Ende der 1940er-Jahre nachließ, wechselte er zum Fernsehen: In der Serie Ramar of the Jungle von 1952 bis 1954 spielte er 52 Folgen lang die Hauptrolle. The Beach Girls and the Monster, bei dem er gleichzeitig Regie führte, war 1965 sein letzter Film.
1934 heiratete er die Sängerin Frances Langford, die Ehe hielt bis zum Jahr 1955. 1959 heiratete er die Schauspielerin Raquel Torres, das Paar ließ sich scheiden und heiratete später erneut, um sich dann nochmals scheiden zu lassen. 1979 starb Jon Hall im Alter von 64 Jahren durch Suizid, für den offenbar ein schmerzhaftes Krebsleiden der Grund war. An ihn erinnern zwei Sterne auf dem Hollywood Walk of Fame.

## Filmografie (Auswahl)
- 1935: Women Must Dress
- 1935: Charlie Chan in Shanghai
- 1937: … dann kam der Orkan (The Hurricane)
- 1940: Sailor’s Lady
- 1940: Die Perlenräuber von Pago-Pago (South of Pago Pago)
- 1940: Rote Teufel um Kit Carson (Kit Carson)
- 1941: Aloma, die Tochter der Südsee (Aloma of the South Seas)
- 1942: The Tuttles of Tahiti
- 1942: Eagle Squadron
- 1942: Der unsichtbare Agent (Invisible Agent)
- 1942: Arabische Nächte (Arabian Nights)
- 1943: Fluch der Tempelgötter (White Savage)
- 1944: Ali Baba und die vierzig Räuber (Ali Baba and the Forty Thieves)
- 1944: Die Träume einer Frau (Lady in the Dark)
- 1944: Die Schlangenpriesterin (Cobra Woman)
- 1944: Der Unsichtbare nimmt Rache (The Invisible Man’s Revenge)
- 1944: Zigeuner-Wildkatze (Gypsy Wildcat)
- 1944: San Diego, ich liebe dich (San Diego I Love You)
- 1945: Sudan
- 1947: Michigan Kid
- 1947: Uncas, der Letzte seines Stammes (Last of the Redmen)
- 1948: Robin Hoods große Liebe (The Prince of Thieves)
- 1949: Zamba, der Schrecken des Urwaldes (Zamba)
- 1949: Texaspolizei räumt auf (Deputy Marshal)
- 1951: Als die Rothäute ritten (When the Redskins Rode)
- 1953–1954: Ramar of the Jungle (Fernsehserie, 52 Folgen)
- 1963/1965: Perry Mason (Fernsehserie, 2 Folgen)
- 1965: The Beach Girls and the Monster (& Regie)